# Caamora
Caamora – projekt muzyczny z kręgu rocka progresywnego, którego twórcami są brytyjski muzyk Clive Nolan (Arena, Pendragon) oraz polska wokalistka, Agnieszka Świta. W efekcie ich współpracy Clive Nolan skomponował operę rockową She.
Nolan i Świta poznali się w 2005, gdy Świta przebywała w Anglii. Caamora nie jest zespołem w ścisłym tego słowa znaczeniu. Świta określa projekt jako muzyczne partnerstwo, duet, formacja, dwuosobowy zespół, amalgamat dwóch osobowości muzycznych. Nazwa projektu jest neologizmem zaczerpniętym z książki The Chronicles of Thomas Covenant Stephena Donaldsona, w której oznaczała proces oczyszczenia przez wstąpienie do ognia.
Opera She powstawała przez kilka lat. Najpierw Caamora opublikowała trzy EP: Closer, Embrace i Walk on Water. 31 października 2007 w Teatrze Śląskim w Katowicach odbyło się wykonanie She, będące oficjalną premierą opery. Sam koncert został wydany na DVD, zaś jego studyjna wersja na płycie CD. Dyskografię uzupełnia akustyczny album Journey’s End... An Acoustic Anthology z fragmentami koncertów z lat 2006–2008. Caamora odbyła trasy koncertowe po Polsce, Europie zachodniej i Ameryce południowej.
Ostatnim projektem, w którym udział wzięła Agnieszka Świta jest musical wydany pod nazwiskiem Clie’a Nolana, Alchemy.
Fabuła: Profesor Samuel King i Lord Jagman wyruszają na wyprawę w poszukiwaniu trzech ukrytych artefaktów pozostawionych przez alchemika, Thomasa Anzeray. Legenda głosi, że artefakty zebrane razem, otwierają granice między światem żywych i umarłych, dając nieograniczoną władzę temu, kto je posiada. Jagman zdradza Kinga i pozostawia go na pastwę losu, wierząc, że King nie żyje. Jagman chce odnaleźć artefakty za wszelką cenę i podstępnie wyciąga informacje o lokalizacji jednego z nich od bezradnej dziewczyny Amelii, przebywającej w Więzieniu Newgate za niespłacone długi ojca. Amelia zostaje skazana na śmierć przez powieszenie. W ostatniej chwili ratują ją Profesor King i jego przyjaciele Eva i William.
22 lutego 2013 w Teatrze Śląskim w Katowicach odbyła się premiera Alchemii. Koncert został wydany na DVD i podwójnej płycie CD.
Od roku 2010 projekt nosi nazwę Caamora Theatre Company i zrzesza grupę artystów biorących udział w produkcjach teatralnych i koncertowych przedstawiających musicale autorstwa Clive’a Nolana.

## She
Libretto She jest oparte na powieści Henry Rider Haggarda. Partie wokalne rozpisano na cztery osoby. Agnieszka Świta wystąpiła w roli wszechmocnej królowej Ayeshy. Clive Nolan zagrał podróżnika o imieniu Leo. W rolach drugoplanowych wystąpili muzycy zespołów progresywnych. Jako Ustane – Christina Booth (wokalistka grupy Magenta), zaś jako Holly, przyjaciel Leo, z którym razem są wyrzuceni na brzegi Afryki Środkowej, zagrał Alan Reed (Pallas).

### Zawartość opery
Act 1
- Overture
- Scene 1: The Storm
  - The Veil
  - Covenant of Faith
  - Rescue
- Scene 2: The Cave
  - The Bonding
  - Ambush
- Scene 3: Judgement
  - History
- Scene 4: Confrontation
  - Vigil
- Scene 5: Shadows

Act 2
- Scene 1: Fire Dance
- Scene 2: Cursed
  - Closer
  - Disbelief
  - Murder
  - Eleventh Hour
- Scene 3: Resting Place
  - The Hermit
  - Sands of Time
- Scene 4: Embrace
  - The Night Before
- Scene 5: Fire of Life

### Skład
W wykonaniu koncertowym wystąpili:
- Ayesha – Agnieszka Swita
- Leo – Clive Nolan
- Holly – Alan Reed
- Ustane – Christina Booth

Instrumentaliści:
- Gitary – Mark Westwood, Martin Bowen
- Instrumenty klawiszowe – Richard West, Steve Williams
- Gitara basowa – John Jowitt
- Perkusja – Scott Higham
- Obój – Ewaryst Nowinowski
- Waltornia – Tomek Wojtowicz
- Wiolonczela – Tomek Starzec

### Recenzje
Opera (zarówno wykonanie koncertowe, jak i studyjne) uzyskała dobre recenzje w internetowych portalach poświęconych rockowi progresywnemu, m.in. 10/10 w Dutch Progressive Rock Page. W polskim artrock.pl uzyskał oceny 6-7/10. Artur Chachlowski stwierdził, że nazwa „opera” rzeczywiście znajduje uzasadnienie dla płyty:
To dzieło przez cały czas balansuje gdzieś na granicy rocka, opery i wielkich widowisk rozpisanych na wielogłosy i rozbudowane partie instrumentalne. Posiada ono niesamowite tempo, przez cały czas coś się w nim dzieje, pojawiają się nowe wątki, nowe postaci, nowe pomysły melodyczne ilustrowane porywającymi aranżacjami i wspaniałą grą instrumentalistów. Tempo, dramaturgia i płynność akcji kilkakrotnie łamane są lirycznymi fragmentami [...]

## Dyskografia
- 2006 – Closer (EP, wydana jako Clive Nolan & Agnieszka Swita)
- 2007 – Walk On Water (EP)
- 2008 – Embrace (EP)
- 2008 – She (DVD / 2CD / 3LP)
- 2008 – Journey’s End... An Acoustic Anthology (2CD)
- 2013 – Alchemy (DVD / 2CD /3LP)